# ムアイ・サヤーム
ムアイ・サヤーム（タイ語：มวยสยาม รายวัน　英語：Muay Siam Daily、1面ロゴ下の英語表記はMUAY SIAM TODAY）は、タイ王国のタイ語日刊スポーツ新聞。1994年12月に創刊。サヤーム・スポーツ・シンジケート社発行。

## 概要
ムアイ・サヤームはタイ最大のスポーツメディア企業、サヤーム・スポーツ・シンジケート社（สยามสปอร์ต ซินดิเคท จำกัด มหาชน Siam Sport Syndicate PCL）の第3紙目の日刊紙として1994年12月より発行されているムエタイおよびボクシングの専門紙である。版形はタブロイド、32ページで一部15バーツ（2012年1月現在）。また同名で同じ編集部で制作されている毎週水曜日発売のB4サイズの週刊誌もある、一部20バーツ（2012年1月現在）。日刊はその速報性を活かし、日々のムエタイ・ボクシングの試合結果や近日行われる試合の情報、勝敗予想が中心。タイ国内ではムエタイ以上にヨーロッパサッカーが人気のためサッカー記事にも5ページを割いている。週刊は判型の大きさを活かした写真グラビアページや企画物、コラムなどを中心にしている。さらに同社ではムアイ・サヤームのボクシング担当記者が編集する国内外のボクシングのみに特化した週刊誌、ムアイ・ローク（毎週水曜日発売、A4判、2012年1月現在一部20バーツ）も発行されている。(ข่าวฟุตบอล Footballhits98) 